# Simpson (Illinois)
Simpson es una villa ubicada en el condado de Johnson en el estado estadounidense de Illinois. En el Censo de 2010 tenía una población de 60 habitantes y una densidad poblacional de 44,04 personas por km².

## Geografía
Simpson se encuentra ubicada en las coordenadas 37°28′3″N 88°45′28″O / 37.46750, -88.75778. Según la Oficina del Censo de los Estados Unidos, Simpson tiene una superficie total de 1.36 km², de la cual 1.36 km² corresponden a tierra firme y (0.19 %) 0 km² es agua.

## Demografía
Según el censo de 2010, había 60 personas residiendo en Simpson. La densidad de población era de 44,04 hab./km². De los 60 habitantes, Simpson estaba compuesto por el 98.33 % blancos, el 0 % eran afroamericanos, el 0 % eran amerindios, el 0 % eran asiáticos, el 0 % eran isleños del Pacífico, el 0 % eran de otras razas y el 1.67 % pertenecían a dos o más razas. Del total de la población el 0 % eran hispanos o latinos de cualquier raza.